# Crișeni (gmina w okręgu Sălaj)
Crișeni – gmina w Rumunii, w okręgu Sălaj. Obejmuje miejscowości Cristur-Crișeni, Crișeni i Gârceiu. W 2011 roku liczyła 2641 mieszkańców.